# اندرو دوریا (کشتی دو دگلی سبک و تندرو۱۷۷۵)
اندرو دوریا (کشتی دو دگلی سبک و تندرو۱۷۷۵) (به انگلیسی: Andrew Doria (1775 brig)) یک کشتی بود که طول آن ۷۵ فوت (۲۳ متر) بود. این کشتی در سال ۱۷۷۵ ساخته شد.